# AMD Phenom II
Procesor AMD Phenom II vyvinutý firmou AMD je nástupcem procesoru AMD Phenom, byl představen v prosinci 2008. Jádro je K10.5. Řadič pamětí umí komunikovat s DDR3 pamětmi (až 1333 MHz). Výjimku tvoří pouze 3 procesory (X4 920, X4 940BE, X3 715BE) vydané jako mezičlánky. Jádro bylo předěláno. L3 cache byla zvýšena až na 6 MB. Výkon se zvednul teoreticky o 30 % navíc, v praxi záleží na dané sestavě a aplikaci. Procesor byl uveden do patice AM3, ale je zpětně kompatibilní s paticí AM2+. Je použit menší proces 45 nm. Reálná spotřeba procesoru byla snížena, ale teoretické TDP zůstalo na hodnotě až 125 W. Frekvence prodávaných procesorů jsou do 3,6 GHz.

## Popis
Phenom II zvětšuje 3× velikost L3 cache až na 6 MiB oproti maximálně 2 MiB u Phenom I. Funkce Cool'n'Quiet nyní funguje na celý CPU a je zdokonalená (možnost podtaktovávat jádra nezávisle na sobě).

## Změna modelového označení
AMD s příchodem Phenomu II změnilo značení procesorů. Značení bylo zkráceno o jednu číslici. Nanotechnologie nyní využívá 45nm postup. Maximální frekvence se nyní pohybuje okolo 3,4 GHz pro prodávané CPU, oproti 2,6 GHz u Phenom I. Při výrobě CPU je použitá "kapalinová litografie" (Immersion Lithography). Phenom II má DDR3 řadič, výjimku tvoří verze pro AM2+, a maximální oficiální podporovaná frekvence je 1333 MHz, ale stále je v CPU řadič na DDR2 paměti. Řadič pro DDR3 paměti přidá maximálně 5 % výkonu, ale AMD jde hlavně o nižší spotřebu PC a vyšší propustnost paměťové části. Zvýšení L3 cache z 2 až na 6 MB zvýší výkon pouze u aplikací, které to využijí, a to je hlavně serverový trh.
| Série procesoru                   | Skupinové ukazatele |
| --------------------------------- | ------------------- |
| Phenom II X6 hexa-core (Thuban)   | X6 10xxT            |
| Phenom II X4 quad-core (Zosma)    | X4 960T             |
| Phenom II X4 quad-core (Deneb)    | X4 9xx-8xx          |
| Phenom II X3 triple-core (Heka)   | X3 7xx              |
| Phenom II X2 Dual-Core (Callisto) | X2 5xx              |

## Modely
| Jméno CPU | Obchodní název | Frekvence     | Frekvence Turba     | Patice (=Socket) | Proces | Jader | Cache      | Cache    | Cache    | Technologie |
| --------- | -------------- | ------------- | ------------------- | ---------------- | ------ | ----- | ---------- | -------- | -------- | ----------- |
| Jméno CPU | Obchodní název | Frekvence     | Frekvence Turba     | Patice (=Socket) | Proces | Jader | L1 (KiB)   | L2 (KiB) | L3 (MiB) | Technologie |
| Thuban    | Phenom II X6   | 2,8 – 3,3 GHz | Turbo 3,3 – 3,7 GHz | AM3              | 45 nm  | 6     | 6x (64+64) | 6x 512   | 6        |             |
| Zosma     | Phenom II      | 3,0 GHz       | Turbo až 3,4 GHz    | AM3              | 45 nm  | 4     | 4x (64+64) | 4x 512   | 6        |             |
| Deneb     | Phenom II X4   | 2,5 – 3,6 GHz | N/A                 | AM3              | 45 nm  | 4     | 4x (64+64) | 4x 512   | 6        |             |
| Heka      | Phenom II X3   | 2,4 – 3 GHz   | N/A                 | AM3              | 45 nm  | 3     | 3x (64+64) | 3x 512   | 6        |             |
| Callisto  | Phenom II X2   | 3 – 3,2 GHz   | N/A                 | AM3              | 45 nm  | 2     | 3x (64+64) | 3x 512   | 6        |             |

## Jádra

### Thuban(45 nm SOI skapalinovou litografií)
- šest AMD K10.5 jader
- L1 Cache: 64 kB + 64 kB (data + instrukce) na jádro
- L2 cache: 512 kB na jádro, plná rychlost
- L3 cache: 6 MB sdílená mezi jádry
- Řadič pamětí
  - Dual channel DDR2-1066 MHz s unganging nastavením
  - Dual channel DDR3-1333 MHz s unganging nastavením
- MMX, Extended 3DNow!, SSE, SSE2, SSE3, SSE4a, AMD64, Cool'n'Quiet, NX bit, AMD-V
- Socket AM2+, Socket AM3, HyperTransport od 1.8 do 2 GHz
- Spotřeba energie (TDP): 125 W
- Uvedení
  - 27. dubna 2010 (E0 Stepping)
- Frekvence GPU: 2.5 až 3.3 GHz
- Modely: Phenom II X6 1035T až 1100T

### Deneb(45 nm SOI skapalinovou litografií)
- čtyři AMD K10.5 jádra
- L1 Cache: 64 kB + 64 kB (data + instrukce) na jádro
- L2 cache: 512 kB na jádro, plná rychlost
- L3 cache: 6 MB sdílená mezi jádry
- Řadič pamětí
  - Dual channel DDR2-1066 MHz s unganging nastavením
  - Dual channel DDR3-1333 MHz s unganging nastavením
- MMX, Extended 3DNow!, SSE, SSE2, SSE3, SSE4a, AMD64, Cool'n'Quiet, NX bit, AMD-V
- Socket AM2+, Socket AM3, HyperTransport od 1.8 do 2 GHz
- Spotřeba energie (TDP): 95 nebo 125 W
- Uvedení
  - 8. ledna 2009 (C2 Stepping)
- Frekvence GPU: 2.5 až 3,7 GHz
- Modely: Phenom II X4 805 až 980
- Rozměr: 258 mm²

### Heka(45 nm SOI skapalinovou litografií)
- tři AMD K10.5 jádra (fyzicky mohou být 4, ale 1 je deaktivováno)
- L1 Cache: 64 kB + 64 kB (data + instrukce) na jádro
- L2 cache: 512 kB na jádro, plná rychlost
- L3 cache: 6 MB sdílená mezi jádry
- Řadič pamětí
  - Dual channel DDR2-1066 MHz s unganging nastavením
  - Dual channel DDR3-1333 MHz s unganging nastavením
- MMX, Extended 3DNow!, SSE, SSE2, SSE3, SSE4a, AMD64, Cool'n'Quiet, NX bit, AMD-V
- Socket AM3, HyperTransport na 2 GHz
- Spotřeba energie (TDP): 95 W
- Uvedení
  - 9. února 2009 (C2 Stepping)
- Frekvence GPU: 2.5 až 3.0 GHz
- Modely: Phenom II X3 710 až 720

## Přetaktování
Nové procesory jdou dobře taktovat, lze dosáhnout 150 % základní frekvence a není problém se standardním chlazením. Pro upřesnění, se vzduchovým chlazením lze dosáhnout hodnot 3,5-4 GHz, při extrémním taktování pomocí LN2 lze dosáhnout s trochou štěstí i nad 6,5 GHz. Phenom II eliminuje "Cold Bug", docházelo k němu u většiny CPU, když se podchladily pod danou teplotu a projevuje se zamrznutím procesoru.